# Antoniewo (powiat żuromiński)
Antoniewo – wieś w Polsce położona w województwie mazowieckim, w powiecie żuromińskim, w gminie Siemiątkowo. Ma status sołectwa.
| SIMC    | Nazwa            | Rodzaj    |
| ------- | ---------------- | --------- |
| 0125180 | Antoniewo Drugie | część wsi |
| 0125196 | Antoniewo-Góry   | część wsi |
| 0125173 | Dąbki            | część wsi |

W latach 1975–1998 miejscowość należała administracyjnie do województwa ciechanowskiego.